# Epiphragma fabricii
Epiphragma fabricii är en tvåvingeart som beskrevs av Alexander 1913. Epiphragma fabricii ingår i släktet Epiphragma och familjen småharkrankar. Inga underarter finns listade i Catalogue of Life.